# Vatel
Vatel (br Vatel - Um Banquete para o Rei pt Vatel) é um filme de 2000 produzido por França, Reino Unido e Bélgica, do gênero drama biográfico, dirigido por Roland Joffé.
Vatel foi o filme escolhido para abrir o Festival de Cannes de 2000.

## Sinopse
Para salvar a sua província das dívidas, no norte da França, o Príncipe de Condé convida o rei Luis XIV para um sumptuoso banquete.Tudo fica a cargo de François Vatel, o mordomo do príncipe.

## Elenco
- Gérard Depardieu .... François Vatel
- Uma Thurman .... Anne de Montausier
- Tim Roth .... Marquês de Lauzun
- Julian Glover .... Príncipe de Condé
- Julian Sands .... Luís XIV
- Timothy Spall .... Gourville
- Murray Lachlan Young .... Filipe d'Orleans
- Hywel Bennett .... Colbert
- Richard Griffiths .... Dr. Bourdelot
- Arielle Dombasle .... Princesa de Condé
- Marine Delterme .... Athenaïs de Montespan
- Philippine Leroy-Beaulieu .... Duquesa de Longueville
- Jérôme Pradon .... Marquês d'Effiat
- Féodor Atkine .... Alcalet
- Nathalie Cerda .... Rainha Marie-Thérese

## Principais prêmios e indicações
Oscar 2001 (EUA)
- Indicado na categoria de melhor direção de arte.

Prêmio César 2001 (França)
- Venceu na categoria de melhor desenho de produção.
- Indicado na categoria de melhor figurino.